# Edmund Breese
Edmund Breese (18 de junio de 1871-6 de abril de 1936) fue un actor teatral y cinematográfico de nacionalidad estadounidense, activo en la época del cine mudo.

## Biografía
Nacido en el barrio de Brooklyn, en Nueva York, antes de entrar en el cine tuvo una variada carrera como actor teatral en el circuito de Broadway. Así, actuó junto a James O'Neill en The Count of Monte Cristo (1893), en The Lion and the Mouse (1906) con Richard Bennett, en The Third Degree (1909) con Helen Ware, en The Master Mind (1913) con Elliott Dexter, en la popular obra de los años de la Primera Guerra Mundial Why Marry? (1917), junto a Estelle Winwood y Nathaniel Carl Goodwin, y en So This Is London (1922) con Donald Gallaher.
Como actor cinematográfico intervino en 129 filmes desde 1914 a 1935, siendo sobre todo recordado por su trabajo en la cinta bélica Sin novedad en el frente.
Su último papel teatral tuvo lugar en la pieza Night of January 16th, desde septiembre de 1935 a abril de 1936. Justo antes de que se finalizaran las representaciones de la obra, Breese desarrolló una peritonitis, de la cual falleció el 6 de abril de 1936 en Nueva York. Fue enterrado en el Cementerio Forest Lawn Memorial Park de Glendale, California.

## Selección de su filmografía
- The Master Mind (1914) (basada en la obra representada en Broadway en 1913 por Breese)
- The Shooting of Dan McGrew (1915)
- The Lure of Heart's Desire (1916)
- The Spell of the Yukon (1916)
- The Weakness of Strength (1916)
- Beyond the Rainbow (1922)
- Restless Wives (1924)
- Playthings of Desire (1924)
- Paradise for Two (1927)
- Hold Everything (1930)
- Sin novedad en el frente (1930)
- The Sea Bat (1930)
- Tol'able David (1930)
- The Public Defender (1931)
- Mata Hari (1931)
- Chinatown After Dark (1931)
- Morals for Women (1931)
- The Hurricane Express (1932)
- International House (1933)
- Treasure Island (1934)
- Lost in the Stratosphere (1934)